# Tepetla, Veracruz
Tepetla är en ort i Mexiko.   Den ligger i kommunen Huatusco och delstaten Veracruz, i den sydöstra delen av landet, 220 km öster om huvudstaden Mexico City. Tepetla ligger 1 555 meter över havet och antalet invånare är 148.
Terrängen runt Tepetla är lite bergig, och sluttar österut. Runt Tepetla är det ganska tätbefolkat, med 214 invånare per kvadratkilometer. Närmaste större samhälle är Huatusco de Chicuellar, 6,2 km öster om Tepetla. I omgivningarna runt Tepetla växer huvudsakligen savannskog.